# Clarivate Citation Laureates
Clarivate Citation Laureates (до октября 2016 года Thomson Reuters Citation Laureates) — список вероятных лауреатов Нобелевских премий в области науки (без литературы и мира) на основании высоких показателей цитирования. С 2002 года 43 учёных из этого списка стали лауреатами Нобелевской премии.
Раньше список составлялся компанией Thomson Reuters, теперь его составляет компания Clarivate Analytics.
| Год        | Физиология и медицина | Физика | Химия | Экономика |
| ---------- | --- | --- | --- | --- |
| 2002— 2005 | Берридж, Майкл Кнудсон, Альфред Фогельштейн, Берт Вайнберг, Роберт Коллинз, Френсис Лэндер, Эрик Вентер, Крейг Нисидзука, Ясутоми      | Грин, Майкл Шварц, Джон Генри Виттен, Эдвард Токура, Ёсинори Накамура, Сюдзи                                                                  | Граббс, Роберт Бакс, Эдриан Николау, Кирьякос Уайтсайдс, Джордж Синкай, Сэйдзи Стоддарт, Джеймс Фрейзер                                     | Энгл, Роберт Грэнджер, Клайв Канеман, Даниэль Барро, Роберт Фама, Юджин Френч, Кеннет Ромер, Пол Талер, Ричард                                                     |
| 2006       | Капекки, Марио Эванс, Мартин Смитис, Оливер Шамбон, Пьер Эванс, Рональд Марк Дженсен, Элвуд                                            | Ферт, Альбер Грюнберг, Петер Гут, Алан Харви Линде, Андрей Дмитриевич Стейнхардт, Пол Десурвир, Эммануэль Накадзава, Масатака Пейн, Дэвид Нил | Крабтри, Джеральд Шрайбер, Стюарт Маркс, Тобин Эванс, Дэвид Альберт Лей, Стивен                                                             | Кругман, Пол Бхагвати, Джагдиш Диксит, Авинаш Йоргенсон, Дейл (1933—2022) Харт, Оливер Уильямсон, Оливер Хольмстрём, Бенгт                                         |
| 2007       | Гэйдж, Фред Эллис, Реджинальд Хартль, Франц-Ульрих Хорвич, Артур Массаге, Хоан                                                         | Иидзима, Сумио Макдональд, Артур Рис, Мартин Джон Тоцука, Ёдзи                                                                                | Данишефски, Сэмюэл Зебах, Дитер Трост, Барри                                                                                                | Хелпман, Эльханан Гроссман, Джин Тироль, Жан Уилсон, Роберт Милгром, Пол                                                                                           |
| 2008       | Бётлер, Брюс Жюль Офман Акира, Сидзуо Эмброс, Виктор Равкан, Гэри Коллинс, Рори Пето, Ричард                                           | Андрей Гейм Константин Новосёлов Рубин, Вера Пенроуз, Роджер Шехтман, Дан                                                                     | Либер, Чарльз Матяшевский, Кшиштоф Тсиен, Роджер                                                                                            | Хансен, Ларс Петер Сарджент, Томас Симс, Кристофер Алчиан, Армен (1914—2013) Демсец, Гарольд (1930—2019) Фельдстейн, Мартин (1939—2019)                            |
| 2009       | Блэкбёрн, Элизабет Грейдер, Кэрол Шостак, Джек Ротман, Джеймс Шекман, Рэнди Огава, Сэйдзи                                              | Ааронов, Якир Берри, Майкл Пендри, Джон Шульц, Шелдон Смит, Дэвид Сирак, Хуан Игнасио Цоллер, Петер                                           | Гретцель, Михаэль Бартон, Жаклин Гизе, Бернд Шустер, Гэри Лист, Беньямин                                                                    | Рабин, Мэттью Нордхаус, Уильям Фер, Эрнст Вейцман, Мартин (1942—2019) Гали, Хорди Джертлер, Марк                                                                   |
| 2010       | Коулман, Дуглас Фридман, Джеффри Маккаллох, Эрнст Тилл, Джеймс Яманака, Синъя Стайнман, Ральф                                          | Беннетт, Чарльз Пейдж, Лайман Сперджел, Дэвид Эбессен, Томас Перлмуттер, Сол Рисс, Адам Шмидт, Брайан                                         | Браун, Патрик (биохимик) Китагава, Сусуми Ягхи, Омар Липпард, Стивен                                                                        | Алесина, Альберто (1957—2020) Киётаки, Нобухиро Мур, Джон Хардман Мерфи, Кевин                                                                                     |
| 2011       | Друкер, Брайан Лайдон, Николас Сойерс, Чарльз Лэнджер, Роберт Джозеф Ваканти Миллер, Жак Коффман, Роберт Мосманн, Тимоти               | Аспе, Ален Клаузер, Джон Цайлингер, Антон Яблонович, Эли Джон, Саджив Оно, Хидэо                                                              | Карплус, Мартин Бард, Аллен Фреше, Жан Томалиа, Дональд Фёгтле, Фриц                                                                        | Крюгер, Энн Таллок, Гордон (1922—2014) Хаусман, Джерри Уайт, Хэлберт (1950—2012) Даймонд, Дуглас                                                                   |
| 2012       | Хайнес, Ричард Руослахти, Эркки Такэити, Масатоси Хантер, Энтони Поусон, Энтони Джеймс Эллис, Чарльз Дэвид Грюнштейн, Майкл            | Харрис, Стивен Эрнест Хау, Лене Кэнхем, Ли Беннетт, Чарльз Брассар, Жиль Вуттерс, Уильям                                                      | Брюс, Луис Харута, Масатакэ Хатчингс, Грэхэм Фудзисима, Акира                                                                               | Росс, Стивен (1944—2017) Аткинсон, Энтони (1944—2017) Дитон, Энгус Шиллер, Роберт                                                                                  |
| 2013       | Клионский, Дэниель Мидзусима, Нобору Осуми, Ёсинори Бёрд, Эдриан Сидар, Хаим Разин, Аарон Слэмон, Деннис                               | Марси, Джеффри Майор, Мишель Кело, Дидье Хосоно, Хидэо Энглер, Франсуа Хиггс, Питер                                                           | Эймс, Брюс Аливизатос, Павлос Миркин, Чад Симэн, Надриан Финн, М. Г. Фокин, Валерий Валерьевич Шарплесс, Барри                              | Хендри, Дэвид Филлипс, Питер Чарльз Бонест Песаран, Мохаммад Хашем Пелцман, Сэмюэл Ангрист, Джошуа Дэвид Познер, Ричард Аллен Кард, Дэвид Крюгер, Алан (1960—2019) |
| 2014       | Дарнелл, Джеймс Джулиус, Дэвид Ли, Чарльз Редер, Роберт Шерер, Стивен Цянь, Роберт Уиглер, Майкл                                       | Кейн, Чарльз Моленкамп, Лоуренс Рамамурти Рамеш Скотт, Джеймс Токура, Ёсинори Ян Пэйдун Чжан Шоучэн                                           | Моэд, Грэм Кресге, Чарльз Риццардо, Эцио Ю Рён Ван Слайк, Стивен Стаки, Гален Дэн Цинъюнь Сан Тан                                           | Агьон, Филипп Ховитт, Питер Уилкинсон Кирцнер, Израэл Баумол, Уильям (1922—2017) Грановеттер, Марк                                                                 |
| 2015       | Джеффри Айван Гордон Мори, Кадзутоси Уолтер, Питер Шевач, Итан Сакагути, Симон Александр Руденский                                     | Коркум, Пол Краус, Ференц Джин, Дебора Ван Чжунлинь                                                                                           | Бертоцци, Каролин Даудна, Дженнифер Шарпантье, Эмманюэль Гуденаф, Джон Уиттингем, Стэнли                                                    | Бланделл, Ричард Мански, Чарльз Лист, Джон |
| 2016       | Эллисон, Джеймс Блюстоун, Джеффри Томпсон, Крейг Фримэн, Гордон Хондзё, Тасуку Шарп, Арлин Холл, Майкл Сабатини, Дэвид Шрайбер, Стюарт | Коэн, Марвин Древер, Рональд Торн, Кип Стивен Вайсс, Райнер Гребоджи, Селсо Отт, Эдвард Йорк, Джеймс Алан                                     | Чёрч, Джордж Чжан Фэн Ло, Деннис Хироси Маэда Ясухиро Мацумура                                                                              | Бланшар, Оливье Лейзир, Эдвард (1948—2020) Мелиц, Марк |
| 2017       | Кэнтли, Льюис Фристон, Карл Yuan Chang Мур, Патрик С.                                                                                  | Авурис, Федон Деккер, Корнелис Пол Макьюэн Фейгенбаум, Митчелл Сюняев, Рашид Алиевич                                                          | John E. Bercaw Бергман, Роберт Шульпин, Георгий Jens Norskov Миясака, Цутому Park Nam-Gyu Henry Snaith                                      | Камерер, Колин Лёвенштейн, Джордж Холл, Роберт Эрнест Дженсен, Майкл Майерс, Стюарт Раджан, Рагхурам                                                               |
| 2018       | Феррара, Наполеоне Minoru Kanehisa Снайдер, Соломон                                                                                    | Авшалом, Дэвид Arthur Gossard Фабер, Сандра Юрий Гогоци Rodney S. Ruoff Patrice Simon                                                         | Эрик Якобсен Джордж Шелдрик Стабб, Джоан | Арельяно, Мануэль Бонд, Стивен Коэн, Уэсли Левинталь, Даниил Крепс, Дэвид                                                                                          |
| 2019       | Клеверс, Ханс Капплер, Джон Маррак, Филиппа Дейссерот, Карл Бамберг, Эрнст Мизенбёк, Геро                                              | Экерт, Артур Хайнц, Тони Пердью, Джон | Rolf Huisgen Мельдаль, Мортен Саузерн, Эдвин Худ, Лерой Marvin H. Caruthers Michael Hunkapiller                                             | Артур, Уильям Брайан Рубинштейн, Ариэль Йохансен, Сёрен Юзелиус, Катарина                                                                                          |
| 2020       | Бьоркман, Памела Стромингер, Джек Леонард Зогби, Худа Накамура, Юсукэ                                                                  | Кэролл, Томас Пекора, Луис М. Дай, Хунцзе Цеттль, Алекс Френк, Карлос Сильвестр Наварро, Хулио Фернандо Уайт, Саймон                          | Тэхван, Хён Бавенди, Мунги Мюррей, Кристофер Б. Хартвиг, Джон Бухвальд, Стивен Фудзита, Макото                                              | Дикки, Дэвид Алан Фуллер, Уэйн Перрон, Пьер Голдин, Клаудия Берри, Стивен Титус Левинсон, Джеймс Пейкс, Ариэль                                                     |
| 2021       | Жан-Пьер Шанжё Тосио Хирано Тадамицу Кисимото Karl M. Johnson Ho Wang Lee                                                              | Алексей Китаев Mark E. J. Newman Джорджо Паризи                                                                                               | Barry Halliwell William L. Jorgensen Mitsuo Sawamoto                                                                                        | Одреч, Дэвид Тис, Дэвид Мокир, Джоэль Рейнхарт, Кармен Рогофф, Кеннет                                                                                              |
| 2022       | Масато Хасэгава Вирджиния Мэн-Йи Ли Мэри-Клэр Кинг Стюарт Оркин                                                                        | Иммануил Блох Стивен Куэйк Такаси Танигути Кэндзи Ватанабэ                                                                                    | Бао Чжэнань Бонни Басслер Эверетт Питер Гринберг Даниэль Носера                                                                             | Дарон Аджемоглу Саймон Джонсон Джеймс Робинсон Самуэль Боулз Херберт Гинтис (1940—2023) Ричард Истерлин Ричард Лэйард Эндрю Освальд                                |
| 2023       | Карл Джун Стивен Розенберг Мишель Саделайн Роб Найт Эммануэль Миньо Клиффорд Сейпер Масаси Янагисава                                   | Шэрон Глотцер Федерико Капассо Стюарт Паркин                                                                                                  | Джеймс Джозеф Коллинз Майкл Эловиц Станислас Лейблер Шанкар Баласубраманиан Дэвид Клейнерман Кадзунори Катаока Владимир Торчилин Карен Вули | Эдвард Глейзер Тома Пикетти Эммануэль Саэс Габриэль Цукман Радж Четти                                                                                              |
| 2024       | | Пабло Харильо-Эрреро Дэвид Дойч Кристоф Гербер                                                                                                | Бейкер, Дэвид Джампер, Джон Хассабис, Демис                                                                                                 | Парта Дасгупта Джанет Карри Паоло Мауро |